# Robert Luketic
Robert Luketic (Sídney, Nueva Gales del Sur; 1 de noviembre de 1973) es un director de cine australiano. Ha dirigido películas como Legally Blonde (2001), Monster-in-Law (2005), The Ugly Truth (2009) y Killers (2010).

## Biografía
Robert Luketic nació el 1 de noviembre de 1973 en Sídney, Nueva Gales del Sur, Australia, hijo de padre croata y madre italiana. Tiene una hermana menor llamada Marie Luketic. Luketic decidió formarse en el mundo del espectáculo, por ello acudió a la Victorian College of the Arts, en Melbourne, Australia, donde finalmente se graduó.

## Carrera
Robert Luketic debutó en el cine con el cortometraje en clave de comedia Titsiana Booberini (1997), que fue exhibido en el Festival de Cine de Sundance. Su primer gran éxito llegaría de la mano de Legally Blonde (2001) protagonizada por Reese Witherspoon, la cinta fue candidata a dos Globos de Oro y recaudó 141 millones de dólares en todo el planeta. Después llegarían nuevos éxitos como Monster-in-Law (2005), protagonizada por Jennifer López y marcando el regreso a la gran pantalla de Jane Fonda, sumando 154 millones en las taquillas o 21 (2008) con Kevin Spacey. Posteriormente trabajaría con Katherine Heigl en dos nuevos films, la comedia romántica The Ugly Truth (2009), que recaudó más de 200 millones de dólares en todo el mundo pero que no fue bien recibida por la crítica; y en la comedia Killers (2010) en la que también intervenía Ashton Kutcher, en esta ocasión la prensa especializada le volvió a dar la espalda.

## Filmografía
| Año  | Película                      |
| ---- | ----------------------------- |
| 2015 | Expendabelles                 |
| 2014 | Brilliant                     |
| 2013 | El poder del dinero           |
| 2010 | Killers                       |
| 2009 | The Ugly Truth                |
| 2008 | 21                            |
| 2005 | Monster-in-Law                |
| 2004 | Win a Date with Tad Hamilton! |
| 2001 | Legally Blonde                |
| 1997 | Titsiana Booberini            |